# Ana Čigon
Ana Čigon, slovenska umetnica, videastka, performerka, slikarka, * 1982, Šempeter pri Gorici.

## Delo
Ana Čigon deluje pretežno na področju umetniškega videa, filma in performansa. Ustvarja v Ljubljani in Štanjelu. Na Akademiji za likovno umetnost in oblikovanje v Ljubljani je zaključila dodiplomski študij slikarstva (2007) in podiplomski študij videa (2011). Leta 2012 je zaključila magistrski študij Interface Cultuers na Universtität für künstlerische und industrielle Gestaltung Linz v Avstriji. Za svoja dela je bila večrat nominirana in nagrajena, leta 2009 je prejela tudi nagrado skupine OHO. Ukvarja se z različnimi temami in mediji, v zadnjih letih pa se posveča predvsem feministični tematiki in obravnava družbeni položaj in vlogo žensk v družbi, kot tudi položaj sodobne umetnosti. Ukvarja se z vprašanjem podreprezentiranosti umetnic in s pomenom problematiziranja vzorcev zgodovinjenja umetnosti. Aktivna je bila v Asociaciji, društvu nevladnih organizacij in samostojnih ustvarjalcev na področju kulture in umetnosti, bila je pa tudi članica kolektiva mednarodnega feminističnega in queerovskega festivala Rdeče zore, za katerega je v letih 2014 in 2015 prispevala tudi grafično podobo. Je tudi pobudnica in organizatorka projekta dopolnjevanja Wikipedije Wikipedija: V živo/Feministični WikiMaraton", s feminističnimi temami in vsebinami o umetnicah. Njena razstava Muzejske prijateljice, ki jo je kurirala Ana Grobler je otvorila virtualno galerijo portala spol.si.

## Slikarstvo
s slikarstvom se je umetnica ukvarjala do leta 2010, v njenih slikah in risbah pa se pogosto pojavljajo erotične vsebine, ki v veliki meri prevprašujejo spolne in seksualne vloge, ki jih predpisuje širša družba. V ta sklop spadajo tudi avtoričine apropriacije znanih zgodovinskih umetniških del mlajšega datuma. Tako se je lotila vsebinske predelave slik Gola maja in Oblečena maja (1797–1803) Francisca de Goye ter Olimpija (1863) Édouarda Maneta in sicer sliki Kompromis (ali oblečena in slečena v maju) iz leta 2007 in Olimpus (2007-2008) V Olimpusu ne zamenja le ženskega akta z moškim, pač pa spremeni tudi odnos moškega do sveta. Kljub erekciji pasivni Olimpus, ki je zamenjal aktivno Olimpijo, na sliki zehajoče čaka, kdaj se bo spremenila oddaja na televizijskem ekranu za njim.

## Video
Umetnica je avtorica številnih umetniških videov, ustvarja jih že od leta 2004. Večini je skupna angažirana družbena tematika. Za video Odkritje onstran prosojnosti iz leta 2008 je prejela nagrado skupine OHO. Del nagrade je umetniška rezidenca v New Yorku in tam je posnela video Finger IN U.S., ki je kritika obravnave nerezidentov ZDA, ob vstopu v državo.. To ni njen edini video v katerem nastopajo prsti in v katerem pokaže sredinec. Video ''Ohoho iz leta 2015 je posvečen vsem organizatorjem razstav, ki umetnicam_kom ne plačujejo razstavnin.. Leta 2013 je v sodelovanju s Leja Jurišić, Tejo Reba in Barbaro Kapelj realizirala video Ljubljana mesto žensk, ki je del projekta Hodim za tabo in gledam te (Leja Jurišić, Teja Reba in Barbara Kapelj). Le-ta obranava nizko zastopanost žensk v javnem spominu in število javnih zaznamkov z omembo žensk.. "Video mapira pet kipov, posvečenih ženskam, ki pa so le digitalno popravljena različica kipov, ki so sicer postavljeni moškim. Ljubljansko krajino tako virtualno spremeni in jo poseje z ženskimi kipi." »Zgodovinjenje«. Radio Študent. Pridobljeno 11. oktobra 2016.

## Performans
Odmeven set performansov sestavlja njen projekt Drage dame, hvala (tehnična pomoč in programiranje: Vasja Progar), v katerem se umetnica zahvaljuje vsem bolj ali manj spregledanim umetnicam. Performans v spreminjanju je bil doslej izveden v šestih različicah: prvič na Akademiji za gledališče, radio, film in televizijo (2009), drugič v Galeriji Kapelica v Ljubljani (2011), tretjič v Zagrebu (2011), šestič leta 2013 v posebni ediciji mednarodnega feminističnega in kvirovskega festivala Rdeče zore (v sodelovanju z Mestom žensk – Društvom za promocijo žensk v kulturi in v produkciji Kulturno umetniškega društva Mreža). Skupna rdeča nit performansov je nizka zastopanost žensk v umetnostni zgodovini in teoriji, umetnostnih institucijah in širšem kolektivnem spominu. Vsebinska plat performansa se je spreminjala glede na kontekst, tako je recimo na festivalu Rdeče zore izrekala in s sprejem na tla grafitirala imena umetnic, ki so na festivalu do leta 2013 predstavile svoja dela. Posnetek performansa je dostopen na avtoričini spletni strani. 
Z njim je želela ustvariti spomenik Rdečim zoram ter feministični in kvirovski umetnosti na splošno, s simbolično linijo pa povezati prostore na Metelkovi, ki so se v preteklosti in se tudi sedaj ukvarjajo z družbenim položajem žensk ter položajem drugih nevidnih skupin, predvsem LGBTQ.
Njen performans Ana na Postaji iz leta 2015 je eksperimentalna raziskava spletnega in fizičnega arhiva video in novomedijske umetnosti Postaja DIVA. V njem je umetnica iskala mesto svoje umetniške prakse v zgodovini video in performativnih praks, ki jih vsebuje Postaja DIVA. Svoje ustvarjanje je na performativen in izjemno zabaven način vpela med ustvarjanje drugih avtoric in avtorjev in tako kontekstualizirala svoja dela preko spajanja pisnih, govornih in performativnih citatov iz svojih videov in videov drugih sorodnih avtoric in avtorjev. Posnetek performansa je dostopen na avtoričini spletni strani.

## Filmska umetnost in režija
Umetniško-dokumentarni film Heroinat iz leta 2015, ki je nastal med avtoričino rezidenco v Prištini, predstavlja kritiko kipov v javnem prostoru. Medtem, ko je bila umetnica na rezidenci v Prištini, je odkrila, da želi oblast "ženskam, ki so kakorkoli pripomogle v vojni na Kosovu v letih 1998 in 1999 postaviti kip. Edini kip v Prištini, ki je posvečen ženski, je kip Matere Terezije. Kip bi bil posvečen  vsem ženskam, ki so kakorkoli prispevale v vojni, govorilo se je o ženskah s kvaliteto materinstva, skrbi za otroke in starše, tudi o vojakinjah. Kip pa reprezentiral tudi ženske, ki so bile v vojni posiljene." Ker je tako združevanje zelo problematično, saj aludira na to, da so posiljene ženske tudi nekako služile državi in postavlja njihova telesa v last le-te, se je umetnica odločila o tem narediti film. Tudi v filmu Remebering the Others iz istega leta se s študentkami filma, umetnicami_ki, teoretičarkami_ji in aktivistkami_ti iz Prištine sprašuje o pomenu spomenikov, o tem, kdo so ljudje, ki so toliko privilegirani, da so na njih upodobljeni in zakaj skorajda ni spomenikov postavljenim ženskam.
Leta 2016 je skupaj z Ido Hiršenfelder in Sašo Spačal posnela srednjemetražni film Tok o ženskah, ki delujejo v poklicih, kjer so pogostejša delovna sila moški. Leta 2017 pa je posnela kratki film Uporni duh, prvi slovenski animirani film, ki obravnava LGBTQIA+ temo.

## Nagrade, priznanja, štipendije
2011 
Posebni izbor Videoholica, Varna, Bolgarija
2010 
Finalistka za nagrado fundacije "Henkel območja Slovenije"; Slovenija
Finalistka za nagrado fundacije "Vordemberge-Gildewart"; Ljubljana
2009   
Nagrada OHO, finalistka in zmagovalka, Ljubljana  
finalistka za nagrado Essl, Ljubljana 
Izbor videa na mednarodnem natečaj "So fresh" , Galleria Comunale d'Arte Contemporanea; Tržič, Italija
2008
Izbor videa v kategoriji "+-1 minuta" na natečaju Električne podgane sanjajo video sanje;
Izbrana za skupinsko razstavo Premiere 17, Celje 
Izbor videa na natečaju galeriju P74 "-5 minut";
2005 
Posebno priznanje za slikarstvo na razstavi Window to the world, Gorizia - Italija 
2009-2011   
Študijska štipendija Ministrstva za kulturo republike Slovenije za magistrski študij v tujini
2007-2009   
Študijska štipendija Ministrstva za kulturo republike Slovenije za magistrski študij 
2003-2007   
Zoisova štipendija za nadarjene študente